# 彼得曼 (門羅縣)
彼得曼（英語：Peterman）是一個位於美國阿拉巴馬州門羅縣的非建制地區和人口普查指定地區。根據2010年美國人口普查，該地人口為89人，而該地的面積約為1.10平方千米。

## 地理
彼得曼的座標為31°35′05″N 87°15′34″W / 31.58472°N 87.25944°W，而該地最高點為海拔高度57米（即187英尺）。